# 普里希布村委员会
普里希布村委员会（俄语：Пришибинский сельсовет）是俄罗斯联邦阿斯特拉罕州叶诺塔耶夫卡区所属的一个村委员会。其下辖有2个居民点，行政中心为普里希布。据2015年统计，该村委员会的人口为1104人。